# Malaika
A Malaika a legismertebb kenyai dal.
A szó jelentése: angyal, szuahéli nyelven. A dal szerzőjének általában a kenyai Fadhili Williamet tartják, de ez vitatott. Mindenesetre az ő zenekarával rögzítették először, 1960-ban. Más vélekedés szerint a Malaika egy szuahéli dal, amelyet Adam Salim tanzániai szerző írt 1945-ben. Ez a dal az egyik a leghíresebb a szuahéli szerelmes dalok közül Tanzániában, Kenyában és az egész Kelet-Afrikában.
Egy későbbi felvétel (Equator Records) tette a dalt nemzetközileg ismertté. Népszerű énekesek vették fel repertoárjukba, és tették világslágerré, mint például Rocco Granata, Miriam Makeba, Harry Belafonte, Pete Seeger, a Boney M., vagy Angélique Kidjo.